# Mainland (Shetland)
Mainland med 18.765 indbyggere og et areal på 969 km² er Shetlandsøernes hovedø og trafikknudepunkt. Øen er delt i fire områder:
- South Mainland: Den lange sydlige halvdel syd for Lerwick, med en blanding af heder, moser og agerbrug. Her findes mange vigtige arkæologiske bopladser fra stenalderen.
  - Bigton, Cunningsburgh, Sandwick,[1] Scalloway, and Sumburgh
- Central Mainland: Midt på øen med landbrugsarealer og plantet skov.
- The West Mainland: Har mange naturområder med vige og bugter, der næsten skiller den fra hovedøen
  - Aith, Walls og Sandness
- North Mainland – særligt med den store Northmavine-halvø, der forbinder Mainland ved en lang landtange ved Mavis Grind – består mest af heder og klipperige kyster. Her ligger i nærheden af landsbyen Mossbank en af Europas største olieterminaler, Sullom Voe Oil Terminal.
  - Brae, North Roe og Vidlin